# Ла-Гранада
Ла-Гранада (кат. La Granada; ісп. La Granada) — муніципалітет, розташований в автономній області Каталонія, в Іспанії. Знаходиться у районі (кумарці) Ал-Панадес провінції Барселона, згідно з новою адміністративною реформою перебуватиме у складі Баґарії (округи) Барселона.

## Населення
Населення міста (у 2007 р.) становить 1.866 осіб (з них менше 14 років — 16,2 %, від 15 до 64 — 69,2 %, понад 65 років — 14,6 %). У 2006 р. народжуваність склала 26 осіб, смертність — 10 осіб, зареєстровано 6 шлюбів. У 2001 р. активне населення становило 692 особи, з них безробітних — 41 особа.

Серед осіб, які проживали на території міста у 2001 р., 1.195 народилися в Каталонії (з них 920 осіб у тому самому районі, або кумарці), 189 осіб приїхало з інших областей Іспанії, а 48 осіб приїхало з-за кордону. 

Університетську освіту має 11,1 % усього населення. 

У 2001 р. нараховувалося 471 домогосподарство (з них 14,9 % складалися з однієї особи, 26,3 % з двох осіб,20,6 % з 3 осіб, 24 % з 4 осіб, 9,8 % з 5 осіб, 3 % з 6 осіб, 0,4 % з 7 осіб, 0,4 % з 8 осіб і 0,6 % з 9 і більше осіб).

Активне населення міста у 2001 р. працювало у таких сферах діяльності : у сільському господарстві — 4,1 %, у промисловості — 27,5 %, на будівництві — 12,6 % і у сфері обслуговування — 55,8 %. 

 У муніципалітеті або у власному районі (кумарці) працює 256 осіб, поза районом — 502 особи.

### Безробіття
У 2007 р. нараховувалося 55 безробітних (у 2006 р. — 52 безробітних), з них чоловіки становили 45,5 %, а жінки — 54,5 %.

## Економіка

### Підприємства міста

#### Промислові підприємства
| \| Промислові підприємства міста, за сферою діяльності \| Промислові підприємства міста, за сферою діяльності \| Промислові підприємства міста, за сферою діяльності \| \| Рік \| 2002 р. \| 2001 р. \| \| --------------------------------------------------- \| --------------------------------------------------- \| --------------------------------------------------- \| \| Енергетичні та водні ресурси \| 0 % \| 0 % \| \| Хімія та метали \| 5,9 % \| 5,6 % \| \| Переробка металів \| 23,5 % \| 22,2 % \| \| Продукти харчування \| 35,3 % \| 38,9 % \| \| Текстиль \| 0 % \| 0 % \| \| Виробництво меблів, видання \| 35,3 % \| 33,3 % \| \| Інше \| 0 % \| 0 % \| \| Усього підприємств \| 17 \| 18 \| |         |         |
| Промислові підприємства міста, за сферою діяльності |         |         |
| Рік | 2002 р. | 2001 р. |
| Енергетичні та водні ресурси | 0 %     | 0 %     |
| Хімія та метали | 5,9 %   | 5,6 %   |
| Переробка металів | 23,5 %  | 22,2 %  |
| Продукти харчування | 35,3 %  | 38,9 %  |
| Текстиль | 0 %     | 0 %     |
| Виробництво меблів, видання | 35,3 %  | 33,3 %  |
| Інше | 0 %     | 0 %     |
| Усього підприємств | 17      | 18      |

#### Роздрібна торгівля
| \| Підприємства роздрібної торгівлі міста, за сферою діяльності \| Підприємства роздрібної торгівлі міста, за сферою діяльності \| Підприємства роздрібної торгівлі міста, за сферою діяльності \| \| Рік \| 2002 р. \| 2001 р. \| \| ------------------------------------------------------------ \| ------------------------------------------------------------ \| ------------------------------------------------------------ \| \| Продукти харчування \| 37,5 % \| 38,9 % \| \| Одяг та взуття \| 0 % \| 0 % \| \| Товари для дому \| 0 % \| 0 % \| \| Книги та періодичні видання \| 0 % \| 0 % \| \| Промислова хімічна продукція \| 12,5 % \| 16,7 % \| \| Продукція, пов'язана з транспортними засобами \| 0 % \| 0 % \| \| Інше \| 50 % \| 44,4 % \| \| Усього підприємств \| 16 \| 18 \| |         |         |
| Підприємства роздрібної торгівлі міста, за сферою діяльності |         |         |
| Рік | 2002 р. | 2001 р. |
| Продукти харчування | 37,5 %  | 38,9 %  |
| Одяг та взуття | 0 %     | 0 %     |
| Товари для дому | 0 %     | 0 %     |
| Книги та періодичні видання | 0 %     | 0 %     |
| Промислова хімічна продукція | 12,5 %  | 16,7 %  |
| Продукція, пов'язана з транспортними засобами | 0 %     | 0 %     |
| Інше | 50 %    | 44,4 %  |
| Усього підприємств | 16      | 18      |

#### Сфера послуг
| \| Підприємства міста, що працюють у сфері послуг, за діяльністю \| Підприємства міста, що працюють у сфері послуг, за діяльністю \| Підприємства міста, що працюють у сфері послуг, за діяльністю \| \| Рік \| 2002 р. \| 2001 р. \| \| ------------------------------------------------------------- \| ------------------------------------------------------------- \| ------------------------------------------------------------- \| \| Гуртова торгівля \| 16,3 % \| 11,6 % \| \| Готелі та готельний бізнес \| 7 % \| 7 % \| \| Транспорт та зв'язок \| 34,9 % \| 39,5 % \| \| Посередницькі фінансові послуги \| 2,3 % \| 2,3 % \| \| Послуги підприємствам \| 9,3 % \| 7 % \| \| Послуги фізичним особам \| 20,9 % \| 20,9 % \| \| Нерухомість та ін. \| 9,3 % \| 11,6 % \| \| Усього підприємств \| 43 \| 43 \| |         |         |
| Підприємства міста, що працюють у сфері послуг, за діяльністю |         |         |
| Рік | 2002 р. | 2001 р. |
| Гуртова торгівля | 16,3 %  | 11,6 %  |
| Готелі та готельний бізнес | 7 %     | 7 %     |
| Транспорт та зв'язок | 34,9 %  | 39,5 %  |
| Посередницькі фінансові послуги | 2,3 %   | 2,3 %   |
| Послуги підприємствам | 9,3 %   | 7 %     |
| Послуги фізичним особам | 20,9 %  | 20,9 %  |
| Нерухомість та ін. | 9,3 %   | 11,6 %  |
| Усього підприємств | 43      | 43      |

## Житловий фонд
У 2001 р. 1,9 % усіх родин (домогосподарств) мали житло метражем до 59 м2, 12,3 % — від 60 до 89 м2, 44,4 % — від 90 до 119 м2 і
41,4 % — понад 120 м2.

З усіх будівель у 2001 р. 11,4 % було одноповерховими, 75,8 % — двоповерховими, 12,7
% — триповерховими, 0 % — чотириповерховими, 0 % — п'ятиповерховими, 0 % — шестиповерховими,
0 % — семиповерховими, 0 % — з вісьмома та більше поверхами.

## Автопарк
| \| Автомобілі, зареєстровані у місті, за призначенням \| Автомобілі, зареєстровані у місті, за призначенням \| Автомобілі, зареєстровані у місті, за призначенням \| \| Рік \| 2006 р. \| 2005 р. \| \| -------------------------------------------------- \| -------------------------------------------------- \| -------------------------------------------------- \| \| Приватні автомобілі \| 66,9 % \| 67,1 % \| \| Мотоцикли \| 9,5 % \| 9,2 % \| \| Вантажівки \| 19,6 % \| 20 % \| \| Трактори \| 0,6 % \| 0,8 % \| \| Автобуси та ін. \| 3,5 % \| 2,9 % \| \| Усього автомобілів \| 1.353 шт. \| 1.254 шт. \| |           |           |
| Автомобілі, зареєстровані у місті, за призначенням |           |           |
| Рік | 2006 р.   | 2005 р.   |
| Приватні автомобілі | 66,9 %    | 67,1 %    |
| Мотоцикли | 9,5 %     | 9,2 %     |
| Вантажівки | 19,6 %    | 20 %      |
| Трактори | 0,6 %     | 0,8 %     |
| Автобуси та ін. | 3,5 %     | 2,9 %     |
| Усього автомобілів | 1.353 шт. | 1.254 шт. |

## Вживання каталанської мови
У 2001 р. каталанську мову у місті розуміли 98,1 % усього населення (у 1996 р. — 97,7 %), вміли говорити нею 88,8 % (у 1996 р. -
89,2 %), вміли читати 87,5 % (у 1996 р. — 84,4 %), вміли писати 63,6
% (у 1996 р. — 58,3 %). Не розуміли каталанської мови 1,9 %.

## Політичні уподобання
У виборах до Парламенту Каталонії у 2006 р. взяло участь 876 осіб (у 2003 р. — 905 осіб). Голоси за політичні сили розподілилися таким чином:
| \| Вибори до Парламенту Каталонії \| Вибори до Парламенту Каталонії \| Вибори до Парламенту Каталонії \| \| Рік \| 2006 р. \| 2003 р. \| \| -------------------------------------- \| ------------------------------ \| ------------------------------ \| \| Конвергенція та Єднання (CiU) \| 43,7 % \| 44,6 % \| \| Соціалістична партія Каталонії (PSC) \| 18,8 % \| 20,1 % \| \| Народна партія (PP) \| 5,3 % \| 5 % \| \| Ініціатива за зелену Каталонію (IC) \| 12,1 % \| 6,3 % \| \| Республіканська лівиця Каталонії (ERC) \| 18,6 % \| 23,3 % \| \| Громадянська партія (C's) \| 0,6 % \| 0 % \| \| Інші \| 0,9 % \| 0,7 % \| |         |         |
| Вибори до Парламенту Каталонії |         |         |
| Рік | 2006 р. | 2003 р. |
| Конвергенція та Єднання (CiU) | 43,7 %  | 44,6 %  |
| Соціалістична партія Каталонії (PSC) | 18,8 %  | 20,1 %  |
| Народна партія (PP) | 5,3 %   | 5 %     |
| Ініціатива за зелену Каталонію (IC) | 12,1 %  | 6,3 %   |
| Республіканська лівиця Каталонії (ERC) | 18,6 %  | 23,3 %  |
| Громадянська партія (C's) | 0,6 %   | 0 %     |
| Інші | 0,9 %   | 0,7 %   |

У муніципальних виборах у 2007 р. взяло участь 1.013 осіб (у 2003 р. — 924 особи). Голоси за політичні сили розподілилися таким чином:
| \| Муніципальні вибори \| Муніципальні вибори \| Муніципальні вибори \| \| Рік \| 2007 р. \| 2003 р. \| \| -------------------------------------- \| ------------------- \| ------------------- \| \| Конвергенція та Єднання (CiU) \| 42 % \| 40,4 % \| \| Соціалістична партія Каталонії (PSC) \| 10,6 % \| 7,7 % \| \| Народна партія (PP) \| 1,7 % \| 1,2 % \| \| Ініціатива за зелену Каталонію (IC) \| 45,8 % \| 50,8 % \| \| Республіканська лівиця Каталонії (ERC) \| 0 % \| 0 % \| \| Громадянська партія (C's) \| 0 % \| 0 % \| \| Інші \| 0 % \| 0 % \| |         |         |
| Муніципальні вибори |         |         |
| Рік | 2007 р. | 2003 р. |
| Конвергенція та Єднання (CiU) | 42 %    | 40,4 %  |
| Соціалістична партія Каталонії (PSC) | 10,6 %  | 7,7 %   |
| Народна партія (PP) | 1,7 %   | 1,2 %   |
| Ініціатива за зелену Каталонію (IC) | 45,8 %  | 50,8 %  |
| Республіканська лівиця Каталонії (ERC) | 0 %     | 0 %     |
| Громадянська партія (C's) | 0 %     | 0 %     |
| Інші | 0 %     | 0 %     |